# Фужерю
Фужерю (фр. Le Fougerus, от фр. fougère — папоротник) — мягкий сыр из семейства сыров бри, отличительной особенностью которого является украшающий головку сыра лист папоротника.

## История
Изначально сыр Фужерю изготавливался на небольших фермах для собственного употребления. С начала XX века его стали изготавливать также и на продажу, а в 1960-х годах производством Фужерю занялась сыроварня Рузер (Турнан-ан-Бри, департамент Сена и Марна), которая и является на настоящий момент основным производителем этого сыра.

## Особенности
Сыр Фужерю изготавливается из сырого коровьего молока и покрыт корочкой белой плесени (Penicillium candidum). Диаметр головки 16 см, высота — 4 см; жирность 45-50 %. На вкус сыр нежный, сладкий, с солёным привкусом. Знаменитый лист папоротника, который выделяет Фужерю среди других сыров бри, накладывается в процессе созревания и служит как гастрономическим (придаёт сыру дополнительный аромат), так и эстетическим целям.
Сочетается с белым вином, шампанским, бургундскими винами и бордо.